# 阿比赛欧河国家公园
阿比赛欧河国家公园（Río Abiseo National Park）位于秘鲁的圣马丁大区，成立于1983年，占地27万多公顷。公园内包括了热带安第斯山的雨林，高度落差很大，生活着多种珍稀的动植物。公园内还有超过30处前西班牙时期的古遗址。1990年和1992年先后作为自然遗产和文化遗产登录为世界遗产。公园除科学研究外不对游人开放。
国家公园内包括整个阿比赛欧河盆地，土壤呈酸性。此前被认为已绝种的黄绒毛猴（Oreonax flavicauda）在公园内被重新发现，此外还有长毛蛛猴（Ateles belzebuth）、秘鲁马驼鹿（Hippocamelus antisensis）、眼镜熊（Tremarctos ornatus），无脊椎动物有绡蝶科（Ithomiidae）。
公园内的古代遗址大多被认为是查查波雅人（Chachapoyas）的遗迹。主要的有洛斯平丘多斯（Los Pinchudos，俚语“大阴茎”之意），是一处崖墓群，有桃花心木的裸体小雕像，阳具突出。大帕亚腾（Gran Pajatén）是一处建筑群，具有独特的浮雕装饰，并出现于2011年版的秘鲁200新索尔纸币上。在2011年发行的“秘鲁的财富与骄傲”系列的1新索尔上也出现了大帕亚腾。此外还有“海滩”（La Playa）、“木瓜”（Las Papayas）、中央山丘（Cerro Central）等多处遗址。